# 도키사키 루이
도키사키 루이(일본어: 時崎 塁, 1982년 10월 30일 ~ )는 일본의 전 축구 선수이다.

## 구단 경력
과거 후쿠시마 유나이티드 FC에서 활동하였다.